# Opuntia tomentella
Opuntia tomentella ist eine Pflanzenart in der Gattung der Opuntien (Opuntia) aus der Familie der Kakteengewächse (Cactaceae). Das Artepitheton tomentella bedeutet ‚etwas filzig‘.

## Beschreibung
Opuntia tomentella wächst strauchig. Ein Stamm wird nicht ausgebildet. Die mehr oder weniger glänzenden hellgrünen, flaumigen, verkehrt eiförmigen bis länglichen Triebabschnitte sind 20 bis 30 Zentimeter lang und 9 bis 15 Zentimeter breit. Ihre kleinen Areolen stehen etwa 3 Zentimeter voneinander entfernt und tragen nur wenige Glochiden. Die ein bis zwei nadeligen, abstehenden, weißen, bis zu 1 Zentimeter langen Dornen können auch fehlen.
Die rötlich gelben Blüten erreichen Längen von 5 bis 6 Zentimeter. Die länglichen roten Früchte sind sauer.

## Verbreitung und Systematik
Opuntia tomentella ist in Guatemala verbreitet.
Die Erstbeschreibung durch Alwin Berger wurde 1912 veröffentlicht.

## Nachweise